# 十三元
元韻是中古漢語的韻。在《平水韻》中編入上平聲第十三韻，其轄字在古代韻書大多不同，因而在古代文人間惡名昭章。

## 古音
《平水韻》“十三元”的轄字在《切韻》分屬元、魂、痕三韻。

## 軼事
曹雪芹作紅樓夢時加入詩詞作品，亦有押錯十三元：「元繁軒喧媛萱園宣暄坤昆門諼痕根吞奔孫存昏魂盆溫鴛捫原蹲屯猿源村煩言」中，「宣」是仙韻。
清朝高心夔兩考科舉，最後殿試都錯在這韻部，王闓運送他對聯：「平生雙四等，该死十三元。」